# (35048) 1981 EF45
1981 EF45 (asteroide 35048) é um asteroide da cintura principal. Possui uma excentricidade de 0.15153130 e uma inclinação de 2.06272º.
Este asteroide foi descoberto no dia 15 de março de 1981 por Schelte J. Bus em Siding Spring.